# Akazome Emon

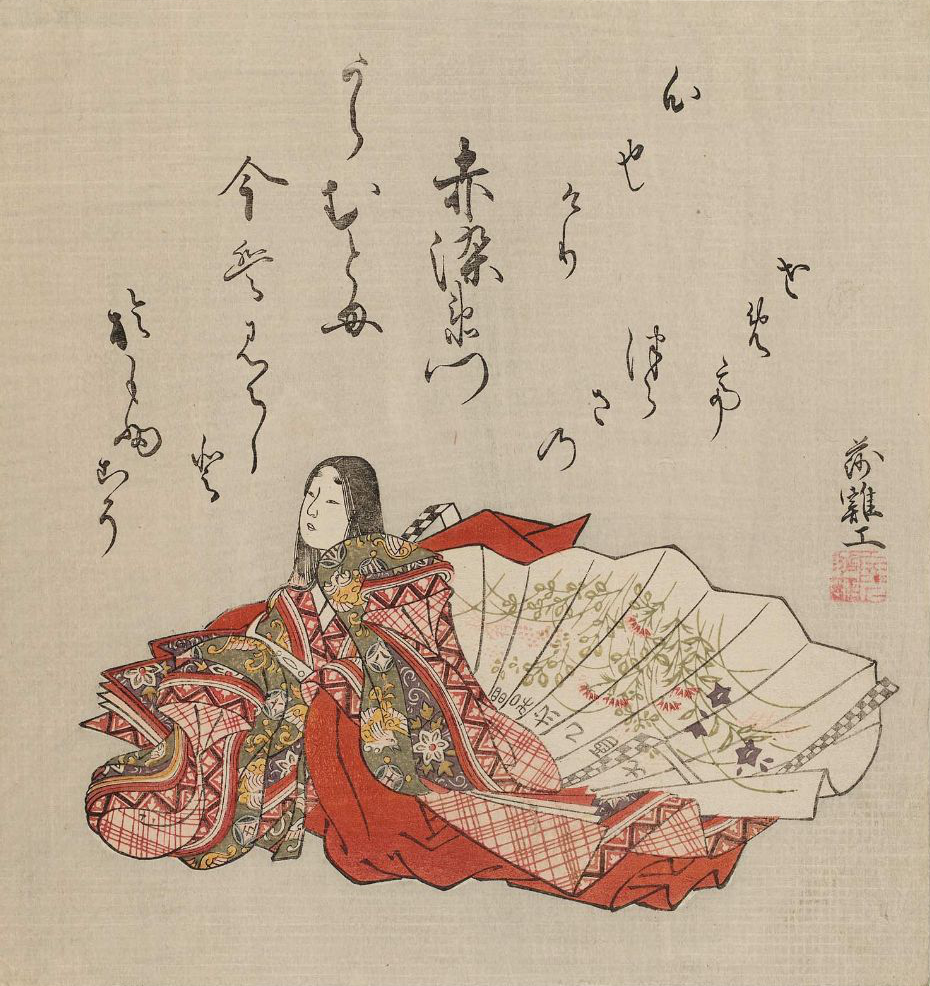
Akazome Emon trong bản vẽ năm 1765, vẽ bởi Komatsuken.

Akazome Emon (赤染衛門 (Xích Nhiễm Vệ Môn) 950/960? – 1041?) là một nữ thi sĩ waka của Nhật Bản và là nhân vật lịch sử sống ở giữa thời kỳ Heian. Bà được liệt vào Trung Cổ Tam Thập Lục Ca Tiên  (中古三十六歌仙 Chūko Sanjūrokkasen) và Nữ phòng tam thập lục ca tiên (女房三十六歌仙 Nyōbō Sanjūrokkasen).

## Cuộc đời
Đến nay vẫn chưa có ai rõ năm sinh của Emon, nhưng có tài liệu phỏng đoán rằng bà được sinh ra vào năm Thiên Đức thứ nhất (957) hay Kōhō nguyên niên (964). Bà được cho là con gái ruột của Akazome Tokimochi (赤染時用), nhưng trong karonsho (cuốn sách viết về những nhà thơ thời Heian), Fukuro-zōshi lại ghi rằng Emon là con của mẹ bà với người chồng đầu tiên, Taira no Kanemori.
Emon đã từng giao du nghệ thuật với Fujiwara no Michitaka từ năm Ten'en thứ hai (974) đến năm Jōgen thứ hai (tức năm 977). Đó cũng là sự kiện đầu tiên trong cuuộc đời Emon có thể khảo chứng được. Trong thời gian này, bà được chỉ định là người hầu cho gia quyến của Minamoto no Masanobu. Một thời gian dài sau đó, bà theo hầu con gái của Masanobu là phu nhân Rinshi, vợ của Fujiwara no Michinaga.
Cũng trong thời gian này, bà kết hôn với Ōe no Masahira, một nho sĩ và cũng là một nhà thơ. Bà sinh một người con trai, Ōe no Takachika, và một người con gái, Gō Jijū (江侍従), và một con gái không rõ tên. Vợ chồng bà khăng khít với nhau đến mức họ được mệnh danh là "Uyên ương phu phụ" (おしどり夫婦 oshidori fūfu). 
Dựa trên những bài thơ waka do Emon sáng tác, được lựa vào Xích Nhiễm Vệ Môn Tập (赤染衛門集), có thể thấy rằng, bà đã theo chồng mình là Masahira, khi ông được cử đến lãnh chức ở thành Owari. Tập thơ cũng cho chúng ta thấy rằng bà đã cố gắng giữ địa vị Nữ phòng nhằm giúp con trai mình có thể thăng quan tiến chức dễ dàng trong triều đình, cũng như viết nên các bài thơ và gửi chúng như những lễ vật cầu nguyện tới đền thiêng khi con trai bị bệnh. Theo Fukuro-zōshi, Emon đã cố gắng phò tá chồng mình vào những việc quan trọng.Có thể nói rằng, những bài thơ mà Emon sáng tác đã khắc họa bà như một người vợ tốt và người mẹ thông thái, hay còn gọi là 良妻賢母 (Lương thê hiền mẫu). Bà cũng đã cố gắng để phục vụ với tư cách là Nữ quan phò tá cho phu nhân Rinshi.
Vào năm Chōwa nguyên niên (1012), chồng Emon qua đời. Vài năm sau cái chết của chồng, bà trở thành một ni cô và sống một cuộc sống lâu dài và yên bình. Bà cũng đã chứng kiến sự ra đời của cháu trai Ōe no Masafusa vào năm Chōkyū thứ 2 (1041).
Akazome Emon đã trở thành Nữ quan cho Minamoto no Rinshi và Hoàng hậu Fujiwara no Shōshi (vợ và con gái của Fujiwara no Michinaga), và bà tiến cung cùng thời điểm với Izumi Shikibu.Bà cũng là nữ thi sĩ cùng thời với Murasaki Shikibu, người đã khen ngợi tác phẩm của bà, và Sei Shōnagon.
Không ai rõ năm mất của Emon, nhưng bà được cho là qua đời vào năm 1041.

## Các tác phẩm tiêu biểu
Emon đã tích cực sáng tác thơ waka cho đến cuối đời, bà đã sáng tác các bài thơ cho lễ hội Thơ ca uta-awase vào ngày 16 tháng 5 năm Chōgen thứ 8 (1035), sau đó là Kanpaku-Sadaijin-ke Uta-awase (関白左大臣 家歌合), và vào năm 1041, bà đã sáng tác cho Kokiden no Nyōgo Uta-awase (弘徽殿女御歌合). Bà đã sáng tác thơ mừng thọ 70 tuổi cho phu nhân Rinshi vào năm 1033.
Trong suốt sự nghiệp sáng tác, bà đã để lại cho hậu thế một tập thơ, tức Xích Nhiễm Vệ Môn Tập, và bà cũng được cho là tác giả phần đầu của truyện Eiga Monogatari. Thơ của bà đã được đưa vào các tuyển tập thơ cung đình, bắt đàu từ Shūi Wakashū.Bà đứng thứ tư về số lượng bài thơ được đưa vào Goshūi Wakashū, với tổng số 32 tác phẩm. Hơn 60 bài thơ của bà đã được đưa vào Kin'yō Wakashū và các tuyển tập thơ cổ sau này.
Trong các bài nghiên cứu về Akazome Emon, Hiroko Saitō đánh giá bà có phong cách thơ đặc biệt.

## Các tác phẩm được trích dẫn
- Saitō, Hiroko (1986). “Akazome Emon”.  Trong Kiyoshi Inukai, Kiyoshi (biên tập). Waka Daijiten (bằng tiếng Nhật). Tokyo: Meiji Shoin. tr. 3. ISBN 4-625-40029-5.